# Emil Lyng
Emil Sigvardsen Lyng (Kolding, 1989. augusztus 3. –) dán utánpótlás-válogatott labdarúgó, a Szombathelyi Haladás volt csatára.

## Pályafutása

### Klubcsapatokban
Emil Lyng szülővárosának csapatában, a Kolding FC-ben kezdte pályafutását, később szerződött a városi rivális Kolding IF csapatához. 2008 januárjában szerződött az Aarhushoz, de fél évet követően úgy szerződött a francia Lille együtteséhez, hogy egy felnőtt bajnokit sem játszott a klub színeiben. 2008. október 18-án mutatkozott be a Lille-ben az Lyon elleni bajnokin. 2010. január 27-én hat hónapra a belga Zulte Waregem vette kölcsön.
2010. február 7-én debütált a belga élvonalban, ahol tizennégy találkozón egy gólt szerzett. 2011. január 26-án a Nordsjælland játékosa lett, ugyancsak kölcsönben. A 2011-es nyári átigazolási időszakban szabadon igazolható játékosként írt alá két évre a svájci Lausanne-Sporthoz. Az ezt követő években hazájában játszott még az Esbjerg és a Silkeborg IF csapataiban is, de megfordult Izlandon, a Knattspyrnufélag Akureyrar együttesénél is. 2018 januárjában a skót Dundee United szerződtette, itt fél év alatt hat bajnokin játszott. 2018 májusában nem hosszabbították meg lejáró szerződését, majd júliusban a Szombathelyi Haladás szerződtette.

### Sikerei
Lille OSC :
- Ligue 1 bajnok: 2011

 Esbjerg fB :
- Dán labdarúgókupa győztes: 2013